# بن مهیدی (استان طارف)
بن مهیدی (استان طارف) (به عربی: بن مهیدی) یک شهرداری در الجزایر است که در استان الطارف واقع شده‌است.